# London Dungeon

Logo

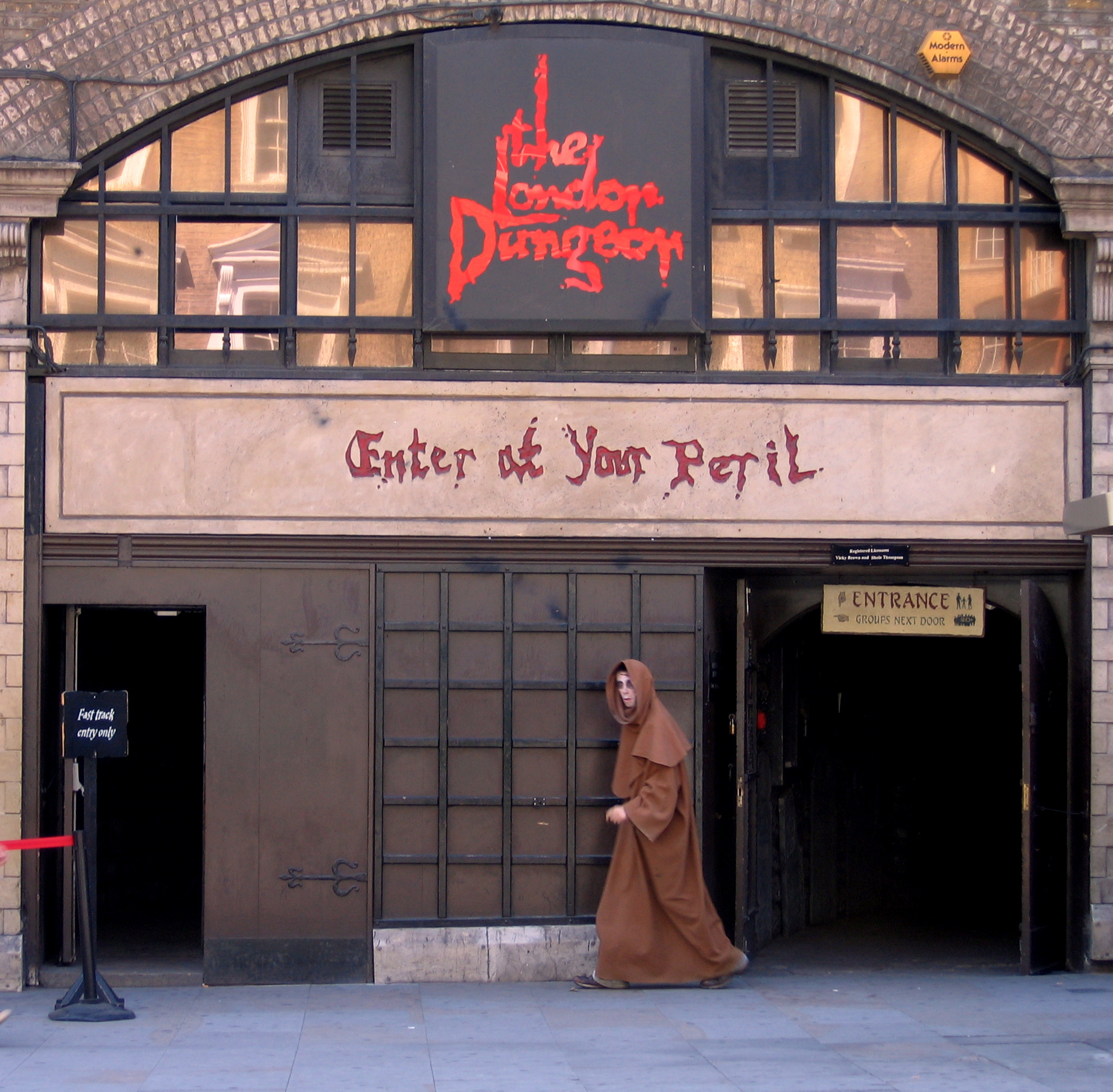
Entrée de London Dungeon dans Tooley Street

London Dungeon est une attraction située au County Hall, à proximité de London Eye, à Londres. Le public y trouve des reproductions d'évènements historiques sanglants et macabres. En utilisant des comédiens, des effets spéciaux, ce « musée » a pour but de faire découvrir pendant plus de deux heures l'histoire de Londres de manière vivante, effrayante et amusante. C'est un musée d'horreur et de torture.
Ce site est desservi par la station de métro Waterloo.

## Histoire
Ouvert depuis 1976 dans la Tooley Street, dans le quartier du London Bridge, il fut au début conçu comme un musée des horreurs historiques, mais il évolua pour devenir un lieu singulier, entre découverte et amusement. Il est aujourd’hui dirigé par le groupe Merlin Entertainments.
Le 1er mars 2013, London Dungeon rouvre après déménagement au County Hall, à proximité de London Eye et Sea Life, deux autres attractions du groupe Merlin Entertainments. Ce site, plus étendu, propose 18 nouvelles activités et 20 acteurs,.

## Description
Le musée emmène le public sur un parcours scénique, sur une chaise, sur un banc, dans une barque, sur une potence, à pied. Le visiteur y croise Jack l’éventreur ou le coupeur de têtes Sweeney Todd, assiste au grand incendie de Londres, est exécuté comme au XIXe siècle, est confronté aux épidémies de la grande peste de Londres, etc.
- Labyrinthe de la peur : les visiteurs sont emmenés dans une pièce ou il faut trouver la sortie. Technique grâce à laquelle l'angoisse peut vite monter. Une dame en noir est censée indiquer la sortie.
- Jack l'Éventreur : attraction dans laquelle les visiteurs sont invités dans un pub victorien. L'aubergiste raconte ce qui s'est vraiment passé au cours des nuits durant lesquelles Jack a tué cinq prostituées.
- Traitor : boat ride to hell (2004) : les visiteurs sont invités à voyager en barque scénique sur une eau mouvementée. Le mode de transport provient du constructeur WGH Transportation Engineering.
- Surgery : blood & guts : les visiteurs sont amenés à faire la rencontre du docteur, il choisit un visiteur qu'il va opérer de façon originale.
- La chambre des tortures : les visiteurs découvrent comment les criminels étaient torturés pour les crimes qu'ils avaient commis.
- Courtroom / L'audience : un juge va juger les visiteurs pour une faute qu'ils ont pu commettre : « vous avez tué votre compagnon car il était moche », « vous avez dansé tout nu »…
- Sweeney Todd : le barbier avec un air étrange accueille les visiteurs.
- Extremis drop ride to doom (2008) consiste à être jugé et pendu à la prison de Newgate pour le ou les crime(s) que les visiteurs ont commis. Attraction de type tour de chute.
- Bloody Mary : killer queen (2010) raconte l'histoire de Mary la sanguinaire, la fille d'Henry VIII.
- Vengeance 5D (2011) : la célèbre médium Florence Cook entraîne le visiteur au 50 Berkeley Square à l'époque victorienne. Dans la maison la plus hantée de Londres, le public est emmené dans une chasse aux fantômes. Construite par Alterface, l'attraction combine film haute définition 3D, effets spéciaux immersifs (4D) – notamment des mouvements rotatifs – et pistolet laser pour contrer les esprits (5D).

## Attractions similaires
Onze sites sont affiliés au London Dungeon :
- Amsterdam Dungeon  Pays-Bas
- Berlin Dungeon  Allemagne ouvert le 15 mars 2013[3],[4]
- Blackpool Tower Dungeon dans la Tour de Blackpool  Angleterre,  Royaume-Uni ouvert le 1er septembre 2011[5],[6],[7]
- Edinburgh Dungeon  Écosse,  Royaume-Uni
- Hamburg Dungeon  Allemagne
- München Dungeon  Allemagne à venir[8],[9]
- San Franscico Dungeon au Fisherman's Wharf  États-Unis[10]
- The Castle Dungeon au Château de Warwick  Angleterre,  Royaume-Uni
- York Dungeon  Angleterre,  Royaume-Uni
- The Shanghai Dungeon au 353 Nanjing Dong Lu  Chine  ouvert le 29 septembre 2018
- Les Martyrs De Paris au Forum des Halles  Paris  France ouvert en 1990 ferma en 1994